# クリストフ・メッツェルダー
クリストフ・トビアス・メッツェルダー（Christoph Tobias Metzelder, 1980年11月5日 - ）は、西ドイツ・ノルトライン＝ヴェストファーレン州ハルテルン出身の元サッカー選手、現サッカー指導者。現役時代のポジションはディフェンダー（センターバック）。

## 経歴

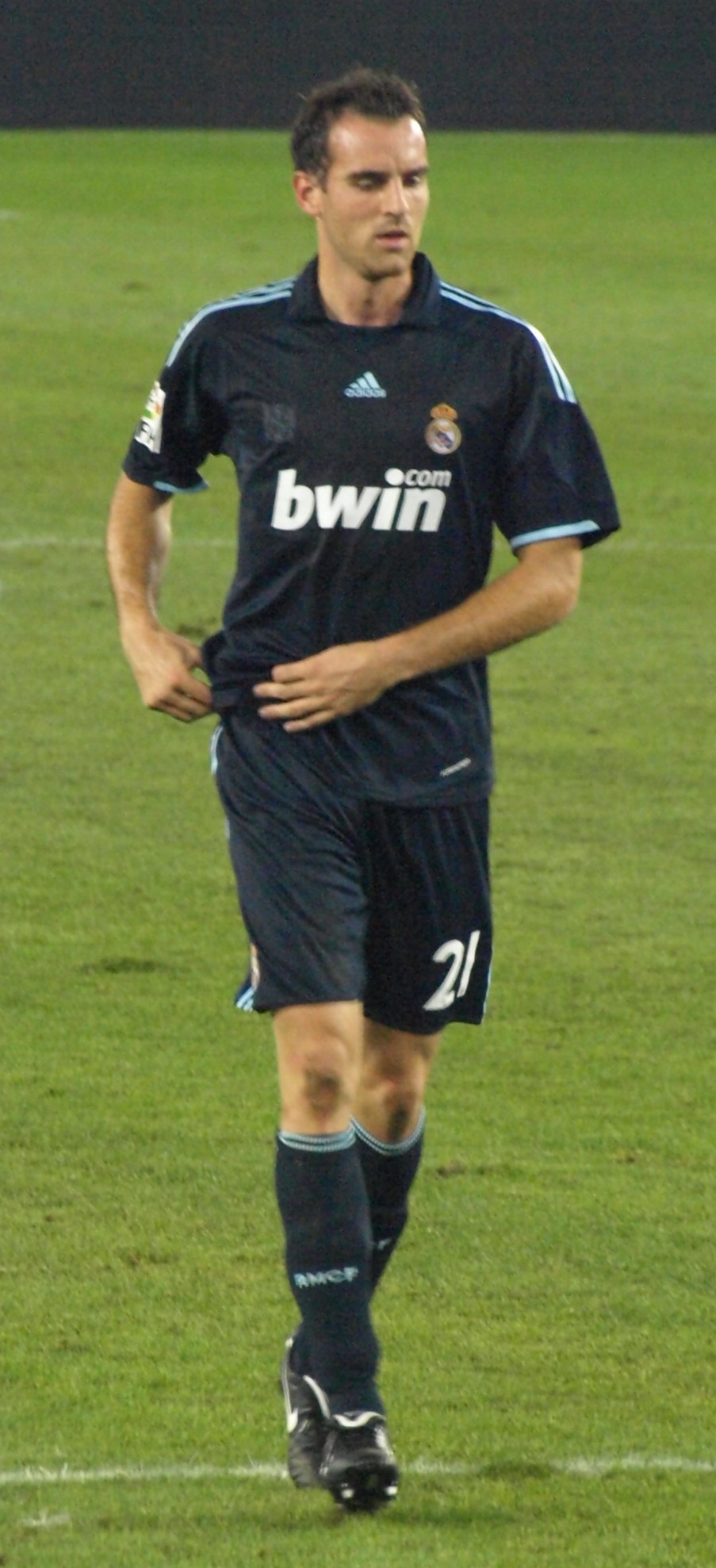
レアル・マドリードでプレーするメッツェルダー

レギオナルリーガ（3部リーグ相当）のSCプロイセン・ミュンスターでキャリアをスタート。2000年にブンデスリーガ1部のボルシア・ドルトムントに入団。国内でも無名に近い選手だったが、2000-01シーズンはいきなり19試合に出場し、若手への切り替えを進めたいルディ・フェラー監督の目に留まり2001年8月15日には代表デビューを果たした。2001-02シーズンにはベテランDFユルゲン・コーラーから完全にポジションを奪い、リーグ制覇とUEFAカップ準優勝に貢献した。2002 FIFAワールドカップに向けた代表メンバーにも選ばれ、3バックの左で全試合出場すると安定したパフォーマンスをみせ、下馬評の低かったドイツを準優勝に導く原動力の一人となった。
2002-03シーズンも活躍を見せ順調なキャリアを築いていたが、2003-04シーズンは前シーズン終盤に負ったアキレス腱の怪我の影響で1試合も出場できず、翌2004-05シーズンも初出場が12月と、度重なる怪我に悩まされ、代表からも遠ざかった。
2005-06シーズンからは復調し、三年ぶりの20試合以上出場となる23試合に出場した。そして2005年10月12日の中国との親善試合で代表復帰を果たす。若いディフェンスラインを組むユルゲン・クリンスマンのチームにおいてもその経験は貴重とみなされ、2006 FIFAワールドカップのメンバーにも選出。前回のW杯同様に活躍を見せ、またも下馬評の高くなかった母国を3位に導いた。
2007年夏に満了する契約延長交渉が合意に至らず、シーズン終了後にボルシア・ドルトムントを退団する事が決定。2007-08シーズンからレアル・マドリードでプレーすることになった。しかしレアルでは負傷が続き、3シーズンでわずか23試合のリーグ戦に出場するにとどまった。2010年7月、ユース時代を過ごしたシャルケ04へ3年契約で移籍した。
2013年5月16日に現役引退を表明。
現役引退後は、広告代理店の経営やサッカー解説者として活躍、また地元クラブのTuSハルテルンの会長兼U-19チームの監督を兼任するなど精力的に活動していた。しかし2019年9月、知人女性に未成年の児童ポルノ写真を送信（および所持・拡散）した容疑で検察による捜査が行われていると報じられ、TuSハルテルン会長職の辞任を余儀なくされた。2021年4月、執行猶予付きの禁固10ヶ月の判決を受けた。

## エピソード
- 弟はFCインゴルシュタット04に所属しているマルテ・メッツェルダー。マルテも兄と同じセンターバックの選手であり、2003年から2005年までの2年間、ボルシア・ドルトムントに在籍していた。
- 趣味はパソコン。忍者のコスプレをしたことがあり、ホームページ上で披露した。
- ボルシア・ドルトムントでのチームメイトだったセバスティアン・ケールとは、メッツェルダーがそのライバルクラブであるシャルケに加入してからも仲が良い。チームメイト時代にはホームページ上でよくケールの話題を出していた。

## 代表歴

### 出場大会
- ドイツ代表
  - 2002 FIFAワールドカップ
  - 2006 FIFAワールドカップ

### 試合数
- 国際Aマッチ 47試合 0得点（2001年-2008年）[7]

| ドイツ代表 | 国際Aマッチ | 国際Aマッチ |
| 年         | 出場        | 得点        |
| ---------- | ----------- | ----------- |
| 2001       | 1           | 0           |
| 2002       | 14          | 0           |
| 2003       | 1           | 0           |
| 2004       | 0           | 0           |
| 2005       | 1           | 0           |
| 2006       | 11          | 0           |
| 2007       | 11          | 0           |
| 2008       | 8           | 0           |
| 通算       | 47          | 0           |

## タイトル

### クラブ
ドルトムント
- 2001-2002 ドイツブンデスリーガ - 優勝
- 2001-2002 UEFAカップ - 準優勝

レアル・マドリード
- 2007-2008 リーガ・エスパニョーラ - 優勝
- 2008年 スーペルコパ・デ・エスパーニャ - 優勝

シャルケ04
- 2010-2011 DFBポカール - 優勝

### 代表
- 2002 FIFAワールドカップ　準優勝
- 2006 FIFAワールドカップ　3位
- UEFA欧州選手権2008 準優勝

### 個人
- 2002年 ブラヴォー賞